# Сражение у острова Джерба
Сражение у острова Джерба (тур. Cerbe) — военное столкновение между Османской империей и объединёнными силами европейского флота (в основном испанцев), произошедшее у острова Джерба и побережья Туниса 9—14 мая 1560 года. Итогом сражения стала решительная победа турок под командованием Пияли-паши.

## Предпосылки конфликта
После сокрушительных побед Османской империи над европейскими морскими державами (победа Хайр-ад-Дина Барбароссы в битве при Превезе в 1538 году, Алжирская экспедиция императора Карла V в 1541 году, вторжение Пияли-паши на Балеарские острова и набеги Тургут-реиса на порты Испанского побережья в 1558 году) испанский король Филипп II обратился к папе Павлу IV и его союзникам в Европе с предложением организовать экспедицию против турок, с целью вернуть Триполи, захваченный Тургут-реисом у Мальтийского ордена в 1551 году. На тот момент правителем Триполи являлся Тургут, назначенный султаном Сулейманом I Великолепным сначала беем (1551 год), а затем и пашой Триполи (1556 год).

## Силы противников
Историк Уильям Прескотт, автор фундаментальных работ по истории Испании XV—XVI веков, писал, что источники, описывающие кампанию на Джерба, настолько противоречивы, что установить истину невозможно. Как правило, большинство авторитетных источников считают, что флот, собранный христианскими союзными державами в 1560 году, состоял из 50—60 галер и 40—60 других, меньших судов. Например, официальный историк ордена госпитальеров Джакомо Бозио (итал. Giacomo Bosio) отмечает, что было собрано 54 галеры, а Фернан Бродель указывает, что, помимо 54 галер, были около 36 вспомогательных и малых судов. Некоторые источники указывают, что христианский флот насчитывал около 200 судов. Однако, самой авторитетной сводкой принято считать цифры Кармела Тесты (фр. Carmel Testa): 54 галеры, 7 бригов, 17 фрегатов, 2 галеона, 28 торговых 1- или 2-мачтовых кораблей и 12 лодок (small ships). Соединённый флот Генуэзской республики, Великого Тосканского герцогства, Папской области и рыцарей Мальтийского ордена был собран в Мессине под командованием Джованни Андреа Дориа. После чего флот отправился на Мальту, где из-за плохой погоды 2 месяца простоял без движения. За этого время вследствие болезни было потеряно около 2 тысяч человек.
10 февраля 1560 года флот отплыл в Триполи. Точно количество солдат неизвестно: согласно Броделю на борту было 10 000—12 000 человек, Теста приводит данные о 14 000 солдат. В любом случае, в составе флота находилось не более 20 000 солдат (учитывая возможности для перевозки такого количества человек). Войска высадились недалеко от Триполи, но из-за нехватки воды, болезней и погодных условий командование отказалось от первоначального плана, и 7 марта армия вернулась на остров Джерба, который и был захвачен. Вице-король Сицилии Хуан де ла Серда, 4-й герцог Мединасели, приказал начать на острове строительство форта. К этому времени флот Османской империи, в составе 86 галер и галиотов, под командованием адмирала Пияле-паши уже отплыл из Стамбула. К большому удивлению сил христианского альянса, турецкий флот прибыл к Джерба уже 11 мая 1560 года.

## Ход сражения
Битва длилась всего несколько часов, причем около половины галер христианского альянса были захвачены или потоплены. Количество жертв опять же неоднозначно: от 9000 до 18 000 человек. При этом порядка 2/3 от этого числа — гребцы. Оставшиеся в живых солдаты укрылись за стенами только что построенного форта, который вскоре был атакован объединёнными силами Пияле-паши и Тургут-реиса, который присоединился к Пияле-паше 13 мая. Известно, что Джованни Андреа Дориа на небольшом судне успел бежать, и командование принял на себя испанский командир Альваро де Санде. После трёхмесячной осады гарнизон форта сдался.
Согласно данным Джакомо Бозио, Пияле-паша переправил в Стамбул около 5000 пленных, в числе которых был и де Санде. При этом нет однозначной версии относительно обстоятельств того, как де Санде попал в плен. Так, австрийский дипломат и посол в Константинополе Ожье Гислен де Бусбек
в своих знаменитых «Турецких письмах» пишет, что де Санде, видя неизбежность поражения, был взят в плен при попытке покинуть остров. Согласно другим источникам, в том числе данным Фернана Броделя, Альваро де Санде, видя что гарнизон вот-вот падёт, 29 июля 1560 года возглавил дерзкую вылазку, в результате которой и был пленён. В любом случае, благодаря стараниям Ожье де Бусбека, де Санде был выкуплен и освобождён, и через несколько лет снова сражался с турками во время Великой осады Мальты в 1565 году.

## Итоги
Победа в сражении на Джерба усилило влияние Османской империи и морское господство турок в Средиземноморье, которое началось 22 годами ранее с победы у Превезе. Что немаловажно, испанцы потеряли около 600 квалифицированных морских специалистов и офицеров и 2400 морских пехотинцев-аркебузиров, которых нельзя было быстро заменить. После этой победы и укреплении турок на острове нападение на новую базу госпитальеров на Мальте (предыдущая находилась на острове Родос, и была захвачена турками в 1522 году) стало более чем очевидным следующим шагом.